# Iglesia de la Asunción de Nuestra Señora (Jaramillo de la Fuente)
La iglesia de la Asunción de Nuestra Señora, templo parroquial de la población de Jaramillo de la Fuente (Burgos, Castilla y León, España), es un edificio de estilo románico que responde a la tipología comarcal conocida como la Escuela de la Sierra. Fue declarada Bien de Interés Cultural en la categoría de Monumento el 6 de junio de 1991.

## Descripción
Esta muestra del románico rural burgalés es un conjunto muy completo, ya que posee portada, ábside, galería porticada y torre. La iglesia es de nave única cubierta con bóveda de cañón apuntado, que se completó en época tardogótica, en el siglo XVI, con nervaduras y terceletes reforzados por contrafuertes exteriores. La cabecera está guarnecida por un retablo mayor barroco de hacia 1760. El interior contiene mobiliario de interés, como un Calvario gótico de finales del siglo XIII o inicios del XIV, colocado en un retablito barroco de hacia 1660, así como una cruz parroquial de estilo renacentista realizada por el platero Bernardino de Nápoles. En un nicho del muro del Evangelio (norte) se custodia una pila bautismal consistente en una copa troncocónica decorada con una arquería de medio punto y una guirnalda vegetal.

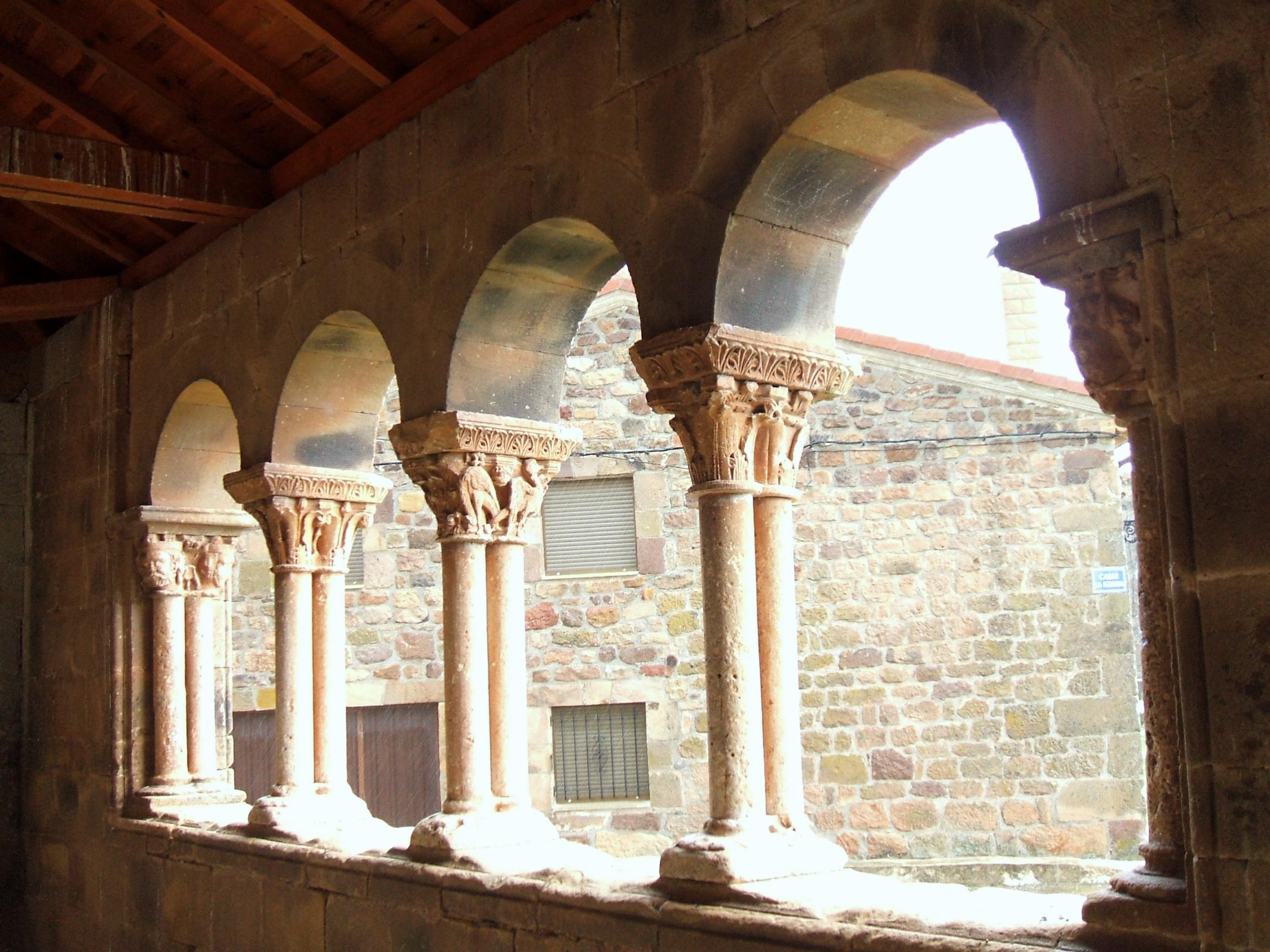
Aspecto del interior del pórtico.

Comenzando por la torre-campanario, de sección prismática y adosado al hastial occidental, este está formado por un cuerpo bajo liso y, sobre él, dos pisos abiertos en cada uno de los cuatro lados por ventanales con vanos geminados, ocho en total. Los arquillos de medio punto de cada ventanal descansan en pares de columnillas adosadas y aparecen embutidos en un arco mayor cuyos salmeres descansan en ábacos lisos, pero no sobre columnas. Hay que decir que hasta hace unos años uno de los ventanales del piso inferior se hallaba medio tapiado para cobijar un reloj moderno, pero una restauración posterior retiró este elemento extemporáneo y devolvió al vano su aspecto original.

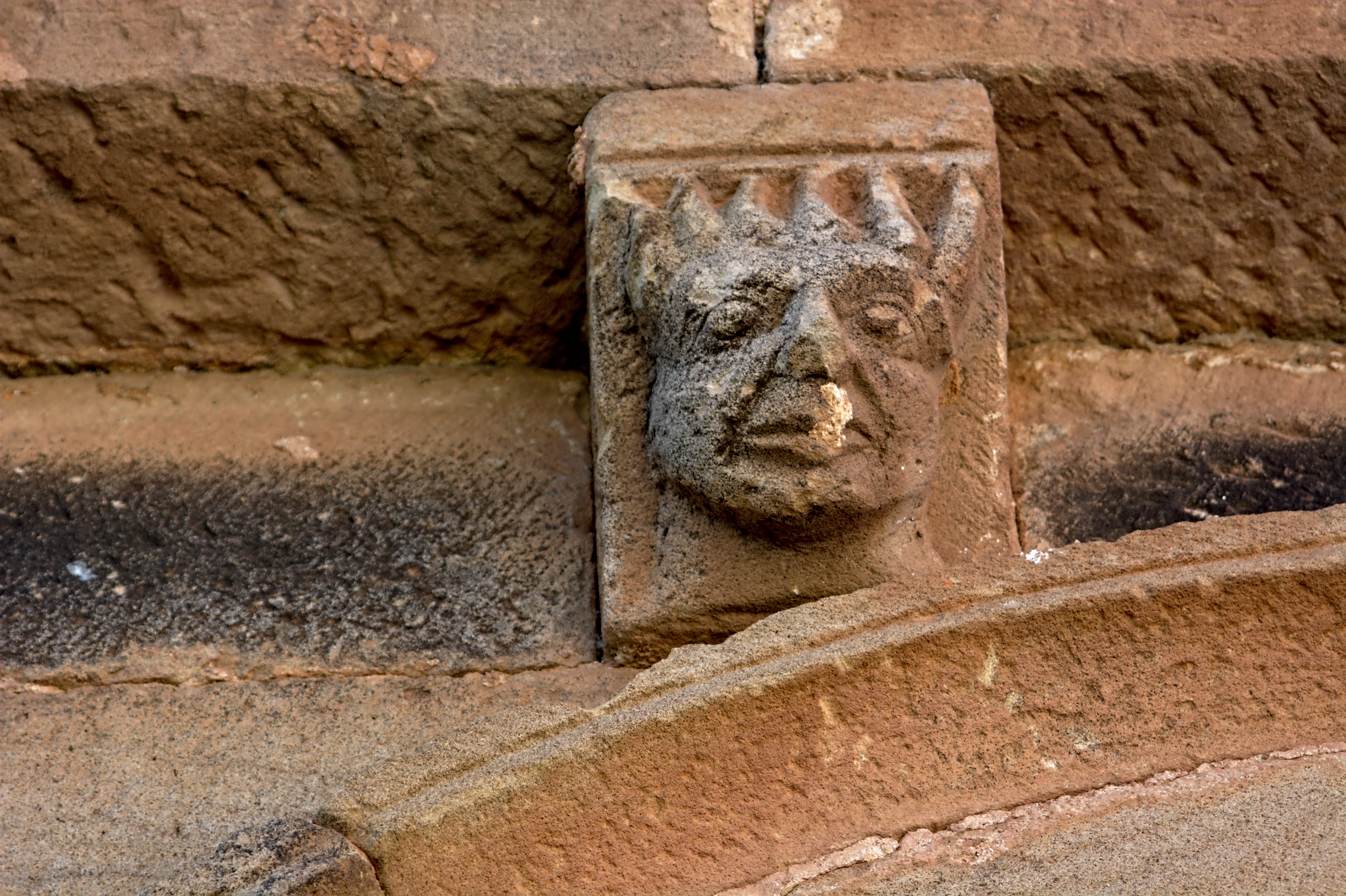
Ejemplo de canecillo.

El ábside semicircular presenta una línea de imposta en su disposición horizontal y dos columnas cilíndricas adosadas y apeadas en plintos en su disposición vertical. En el lienzo central de pared se abre un sencillo pero elegante arquillo de medio punto que descarga en capiteles historiados, donde se adivinan animales luchando, y en baquetones. La cornisa aparece animada por algunos canes de interés.
La portada, bajo el pórtico, consta de cinco arquivoltas apoyadas alternativamente en pilastras y baquetones. La decoración de las roscas es también alterna, a base de molduras lisas y labra de taqueado, picos, dados y, en la parte exterior, rosetones.
Es, sin embargo, el pórtico la parte arquitectónica de más aprecio. Se abre al exterior, en la fachada del mediodía, con una galería de seis arcadas, dos a un lado del arco de la puerta, que viene a ser una versión de aquellas pero de mayor tamaño, entre pilastras, y cuatro al otro lado. Los trasdoses, que rozan los modillones del alero del tejaroz, no presentan decoración en chambrana. Los arcos descansan en columnas pareadas y en capiteles y cimacios de elaborada labra, representando seres fabulosos identificables como centauros, arpías, sirenas y grifos, así como, mezclados entre los anteriores, aves afrontadas, vegetales y figuras humanas de detalles más naturalistas. Algunos autores han detectado en estos capiteles la influencia del foco creativo del claustro del monasterio de Silos. Los sillares de la galería presentan numerosas marcas de cantero.
Horario de visita de la iglesia de Nuestra Señora de la Asunción: de 11 a 14h y de 17 a 19 horas durante junio, julio, agosto y septiembre.